# Žírec

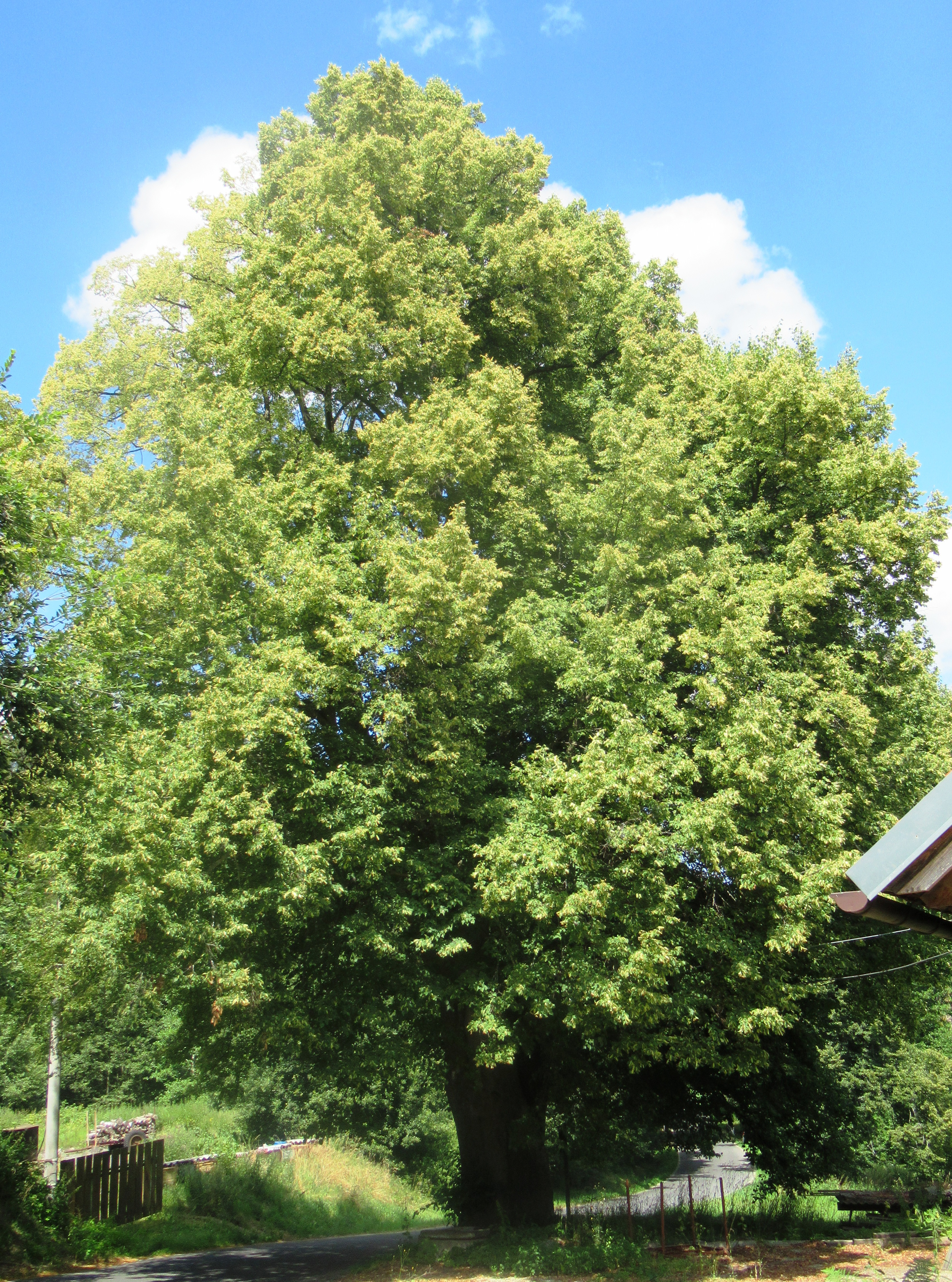
Žírecká lípa, památný strom

Žírec je malá vesnice, část obce Zdíkov v okrese Prachatice v Jihočeském kraji. Nachází se asi dva kilometry východně od Zdíkova. Je zde evidováno 18 adres. V roce 2011 zde trvale žilo 29 obyvatel.
Žírec je také název katastrálního území o rozloze 1,78 km².

## Historie
První písemná zmínka o vesnici pochází z roku 1400.

## Obyvatelstvo
| Rok            | 1869 | 1880 | 1890 | 1900 | 1910 | 1921 | 1930 | 1950 | 1961 | 1970 | 1980 | 1991 | 2001 | 2011 | 2021 |
| -------------- | ---- | ---- | ---- | ---- | ---- | ---- | ---- | ---- | ---- | ---- | ---- | ---- | ---- | ---- | ---- |
| Počet obyvatel | 141  | 146  | 140  | 160  | 154  | 134  | 124  | 70   | 56   | 36   | 21   | 15   | 16   | 29   | 22   |
| Počet domů     | 18   | 18   | 18   | 19   | 18   | 19   | 19   | 20   | 20   | 13   | 6    | 14   | 18   | 21   | 19   |

## Obecní správa
Při sčítání lidu v letech 1850–1963 Žírec byl osadou obce Račov, se kterým patřil nejprve do okresu Strakonice, ale v letech 1890–1930 v okrese Prachatice a v roce 1950 v okrese Vimperk. Od roku 1964 je částí obce Zdíkov v okrese Prachatice.

## Pamětihodnosti
- Žírecká lípa, památný strom u domu čp. 3 při silnici Žírec – Račov